# Mauroux (Gers)
Mauroux település Franciaországban, Gers megyében. Lakosainak száma 141 fő (2022. január 1.). Mauroux Marsac, Avezan, Castéron, Gaudonville, Saint-Clar és Saint-Créac községekkel határos.

## Népesség
A település népességének változása:
| Lakosok száma | 151  | 103  | 104  | 142  | 138  | 132  | 135  | 144  | 143  | 141  |
|               | 1968 | 1982 | 1990 | 2006 | 2013 | 2015 | 2017 | 2019 | 2020 | 2022 |